# Hélicobite
« Zizicoptère » redirige ici. Pour le clip, voir Vincent Desagnat#Clips.

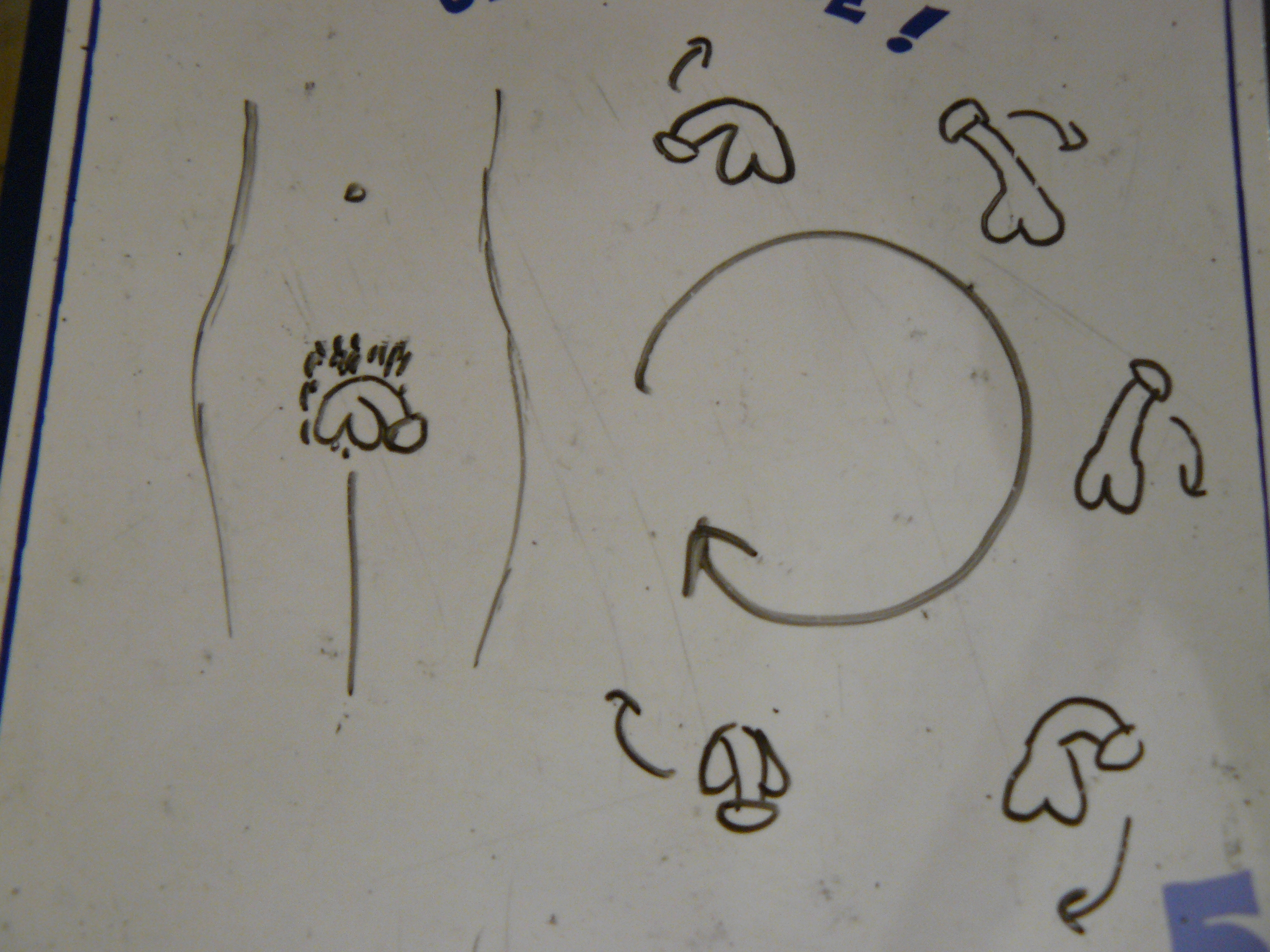
Dessin schématique expliquant le déroulement de l’hélicobite.

L’hélicobite, mot-valise formé à partir d'hélicoptère et de bite, est une pratique sexuelle ou ludique, généralement à visée humoristique, consistant à imprimer un mouvement rotatif à son propre pénis sans s'aider de ses mains, mais par un mouvement du bassin adapté. Le sexe est alors dans son état flasque. Cette occupation est parfois désignée par le terme « zizicoptère » ou par la locution « faire l'hélicoptère ». 
Parfois pratiquée en public par des hommes sous l'empire de l'alcool, elle vaut amendes ou peines de prison aux exhibitionnistes s'y adonnant. Dans le cadre d'entreprises à la gestion anticonformiste, ce geste sexuellement provoquant peut être un moyen subversif et théâtral de rétablir le pouvoir de la direction en humiliant les salariés.

## Dans la culture populaire
En 2011, l'expression « helicopter dick » est évoquée dans la chanson humoristique 3-Way (The Golden Rule), portant sur le triolisme, du groupe américain The Lonely Island, et interprétée par Andy Samberg avec la participation de Justin Timberlake et Lady Gaga. 
En 2012, l'artiste russe Aleksandr Pistoletov se fait connaître de l'Internet sous le nom de DongCopter Pirate (le « pirate de l'hélicobite »), par une vidéo où il chante et danse nu en secouant son pénis sur une version techno de la bande originale de la saga Pirates des Caraïbes[réf. nécessaire].
En 2013, le trio humoristique américain The Lonely Island réalisent la chanson Helicopter Dick! sur cette pratique particulière. La même année, Sébastien Patoche, un animateur parodiant Patrick Sébastien, sort une chanson intitulée Zizicoptère[réf. nécessaire].
Dans une des scènes du film Et la tendresse ? Bordel ! de 1979, François alias Jean-Luc Bideau pratique l'hélicobite[réf. nécessaire].
Selon Libération, l'artiste australien Pricasso, qui peint avec ses organes génitaux et ses fesses, « semble faire l'hélicoptère avec son sexe », une manière parmi d'autres pour faire de l'art avec son sexe,.
En mars 2015, Victoria Bedos raconte dans une interview que son frère Nicolas Bedos s'est prêté à cette pratique étant adolescent. En 2016, Aymeric Bonnery confie s'être également livré à une telle performance lors de sa participation à la huitième saison de Secret Story en 2014.
En 2015, Mlle Karensac imagine dans une BD ce qu'elle ferait si elle était un homme, mentionnant l'hélicobite.
En 2022, le troisième épisode de la saison 10 de Nus et culottés intitulé Objectif Hautes-Alpes : concerto pour un glacier (épisode 2/2) se termine par une séance d'hélicobite à visée humoristique, où les protagonistes Nans Thomassey et  Guillaume Tisserand-Mouton disent qu'ils font « de l'hélicoptère sur le glacier ».